# Brian Rafalski
Temple de la renommée Américain : 2014
Brian Christopher Rafalski (né le 28 septembre 1973 à Dearborn dans l'État du Michigan aux États-Unis) est un joueur professionnel américain de hockey sur glace. Il évolue au poste de défenseur. Il commence sa carrière professionnelle en Europe avant d'avoir sa chance dans la Ligue nationale de hockey. Il y décroche trois coupes Stanley, deux avec les Devils du New Jersey et une avec les Red Wings de Détroit. International américain, il remporte deux médailles d'argent aux Jeux olympiques de 2002 et 2010.

## Biographie

### Carrière universitaire
En 1990, Rafalski évolue avec les Capitols de Madison dans l'USHL. Il marque douze buts et onze assistances en quarante-sept matchs. 
La saison suivante, il rejoint l'Université du Wisconsin. Les Badgers du Wisconsin, le club omnisports de l'université, évolue dans la Western Collegiate Hockey Association, division du championnat NCAA. Il compte dix-neuf points pour sa première saison, treize assistances lors de la deuxième saison puis vingt-trois en 1993-1994. Les Badgers atteignent la finale du Frozen Four 1992 et s'inclinent contre les Lakers de Lake Superior State 5-1. Le parcours des Badgers a finalement été annulé par la NCAA après que l'équipe ait violé des règles. Le natif du Michigan est sélectionné en équipe nationale des États-Unis pour deux éditions des Championnats du monde junior en 1992 et 1993. Il poste une assistance en 1992 puis deux l'année qui suit. Les Américains prennent la médaille de bronze en 1992 en étant devancé par la Communauté des États indépendants et la Suède. Ils terminent quatrième en 1993.
Il connait sa meilleure saison avec les Badgers en 1994-1995. Il mène son équipe à la victoire en finale du championnat WCHA avec quarante-cinq points en quarante-trois rencontres. Il est nommé défenseur de l'année de la WCHA et est nommé dans la première équipe d'étoiles de la WCHA. Il est aussi désigné dans l'équipe type de la Conférence Ouest de la NCAA. Il est alors sélectionné en équipe nationale pour participer au championnat du monde 1995. Les américains se classent premiers du groupe B avant de perdre face au Canada 4-1 en quart de finale. Rafalski ne marque aucun point durant cette compétition.

### Débuts professionnels en Europe
En 1995-1996, il rejoint le club de Brynäs IF. L'équipe ne joue que les vingt-deux matchs de la première phase de l'Elitserien. Douzième et dernière équipe, elle est reversée dans l'Allsvenskan. Le club de Gävle est battu en finale de l'Allsvenskan par le Södertälje SK trois victoires à une. Il participe à alors la Kvalserien. Il se classe premier de cette poule de promotion et conserve sa place en Elitserien. Durant l'ensemble de la saison, Rafalski marque quatre buts et dix-neuf assistances.
La saison suivante, il rejoint le championnat de Finlande (SM-liiga) et le club du HPK Hämeenlinna. Il marque onze buts et trente-cinq points en saison régulière. Le HPK termine troisième de la saison régulière derrière le Jokerit et le TPS. Lors des quarts de finale des séries éliminatoires, il bat le Kiekko-Espoo en quatre matchs. En demi-finale, il mène 2-0 face au TPS mais s'incline finalement en cinq matchs. Le club de Hämeenlinna prend la troisième place en battant sur un match l'Ilves 5-1. Avec onze points dont six buts, l'Américain est le meilleur buteur et pointeur de sa formation. Il est le quatrième compteur de la ligue après Kimmo Rintanen, Otakar Janecký (tous deux quinze points) et Petri Varis (onze points). Rafalski reçoit le trophée Pekka-Rautakallio, décerné au meilleur défenseur.

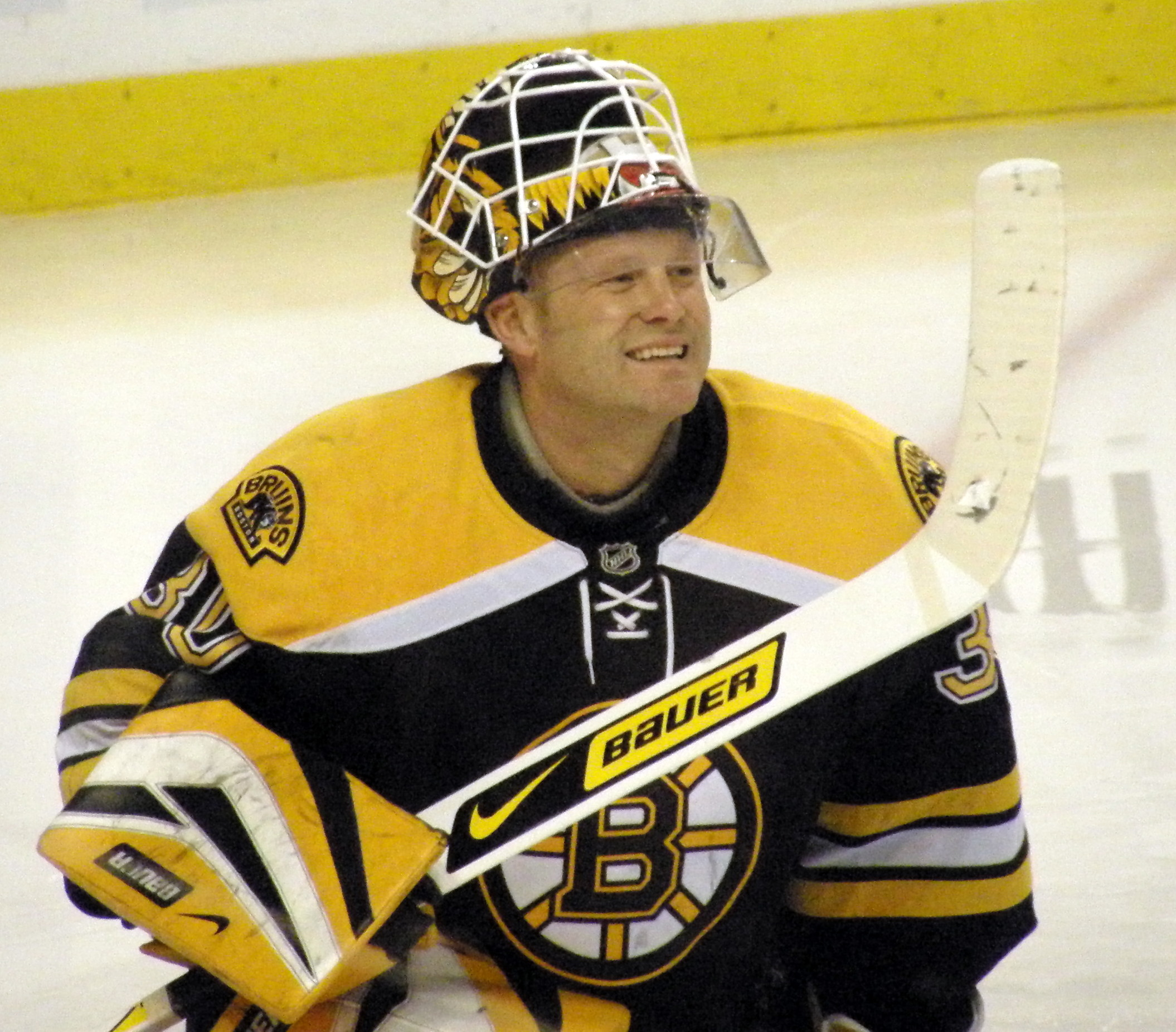
Timothy Thomas est le coéquipier de Rafalski au HIFK.

L'année d'après, il signe au HIFK. L'entraîneur est Erkka Westerlund. Le HIFK est devancé en saison régulière par le TPS. Au cours de l'année, le HIFK signe le gardien de but Timothy Thomas qui comme Rafalski passe par l'Europe avant de connaître un joueur majeur dans la LNH. Le club de la capitale Helsinki ne fait aucune concession à ses adversaires lors des séries éliminatoires remportant chaque tour en trois matchs face à l'Ässät Pori, au Kiekko-Espoo et à l'Ilves. Rafalski, vingt-trois points en saison régulière, en ajoute onze en séries éliminatoires. Il est le quatrième pointeur des séries éliminatoires après ses équipiers Jan Čaloun (dix-sept points), Johan Davidsson (treize points) et Jarkko Ruutu (onze points).
En 1998-1999, le TPS est en tête de la saison régulière devant le HIFK. Rafalski marque un point par match soit un total de cinquante-trois. Parallèlement, le club participe à la Ligue européenne de hockey 1998-1999, Rafalski compte onze points au cours de l'épreuve. Le HIFK sort en tête de son groupe face au Färjestads BK, au HC Slovan Bratislava et au Lions de Francfort. Il bat le Jokerit au deuxième tour. Lors du troisième tour, le HIFK est défait par ses deux adversaires le Metallourg Magnitogorsk et l'Ilves. En championnat, le HIFK atteint la finale en barrant la route des Espoo Blues et du HPK. En finale, il s'incline trois victoires à 1 face au TPS entraîné par Hannu Jortikka. Čaloun et Rafalski sont les meilleurs pointeurs des séries éliminatoires avec quatorze points. Rafalski est le récipiendaire du trophée Pekka-Rautakallio. De plus, il remporte le Kultainen kypärä du meilleur joueur de la saison selon ses pairs devenant le premier joueur étranger à recevoir cette récompense. Il ajoute également le trophée Matti-Keinonen à son palmarès avec un différentiel de +38.

### Les Devils du New Jersey

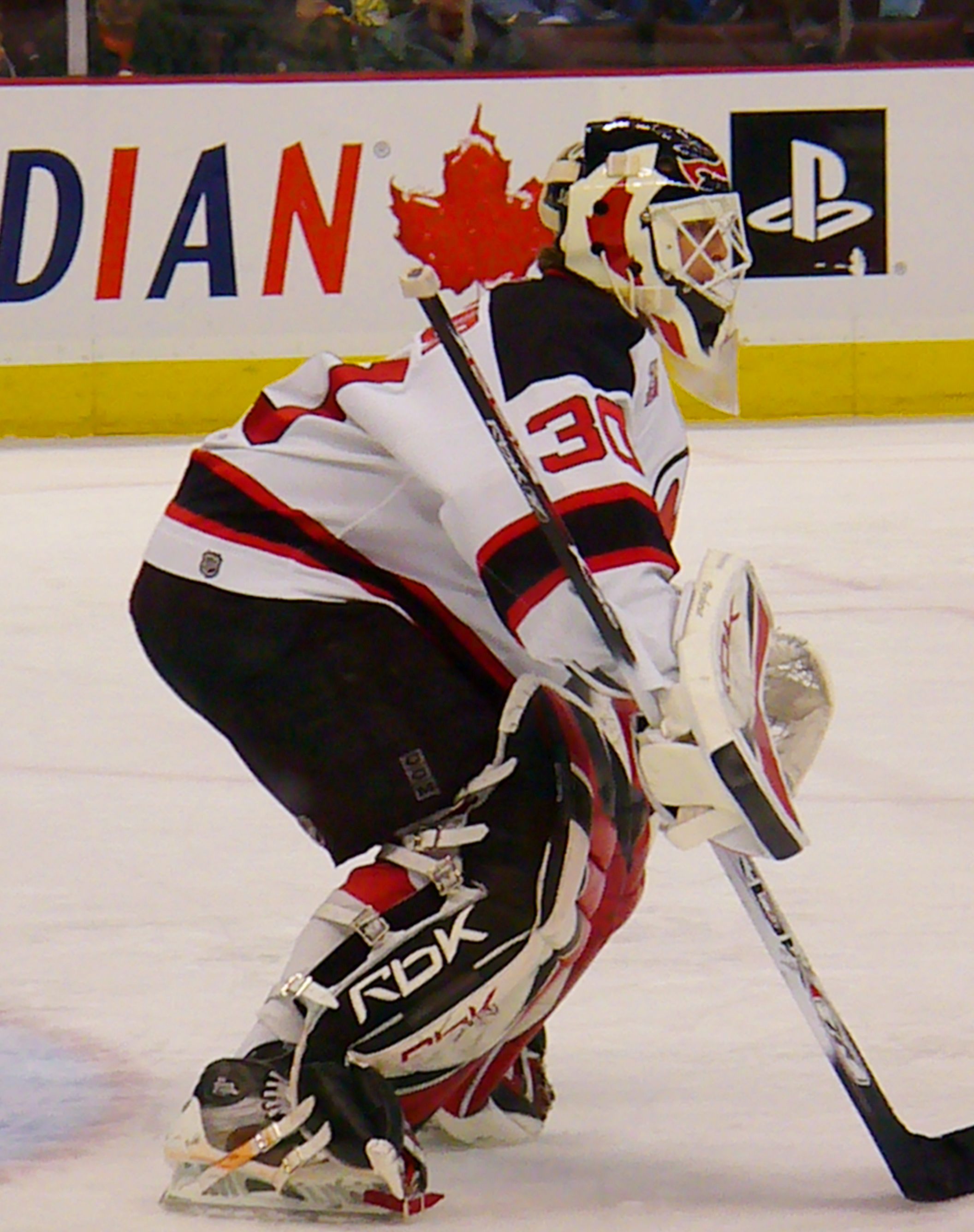
Martin Brodeur est le gardien de but des Devils du New Jersey.

Le 7 mai 1999, Rafalski signe un accord avec les Devils du New Jersey en tant qu'agent libre alors qu'il a 26 ans au début de la saison. Il joue son premier match dans la Ligue nationale de hockey le 2 octobre 1999 chez les Thrashers d'Atlanta. Il inscrit sa première assistance pour son deuxième match le 7 octobre face aux Penguins de Pittsburgh. Le 29 octobre, il marque son premier but chez les Hurricanes de la Caroline. Il finit la saison régulière avec cinq buts pour points et est la meilleure recrue défensive au niveau du différentiel +/- (+21). Quatrièmes de la Conférence Est, les Devils et leur gardien Martin Brodeur battent successivement les Panthers de la Floride, les Maple Leafs de Toronto et les Flyers de Philadelphie. Ils décrochent le trophée Prince de Galles et participent à la finale de la Coupe Stanley. La formation entraînée par Larry Robinson remporte le titre en six matchs contre les Stars. Rafalski, auteur de huit points en vingt-trois matchs de séries éliminatoires, marque un but lors du quatrième match de la série finale. En compagnie de Scott Gomez, il est nommé dans l'équipe des recrues de la saison.
La saison suivante, avec 52 points, il est le meilleur pointeur des défenseurs de l'équipe. Son différentiel +/- atteint +36 soit le meilleur total de sa carrière en saison régulière dans la LNH. En tête de leur conférence, les Devils menés par leurs attaquants Patrik Eliáš, Aleksandr Moguilny et Petr Sýkora conservent le trophée Prince de Galles en éliminant les Hurricanes de la Caroline, les Maple Leafs de Toronto et les Penguins de Pittsburgh. Ils s'inclinent en finale de la Coupe Stanley face à l'Avalanche du Colorado en sept matchs. Rafalski marque sept buts et dix-huit points en séries éliminatoires établissant le record de points pour un défenseur dans l'histoire de la ligue.

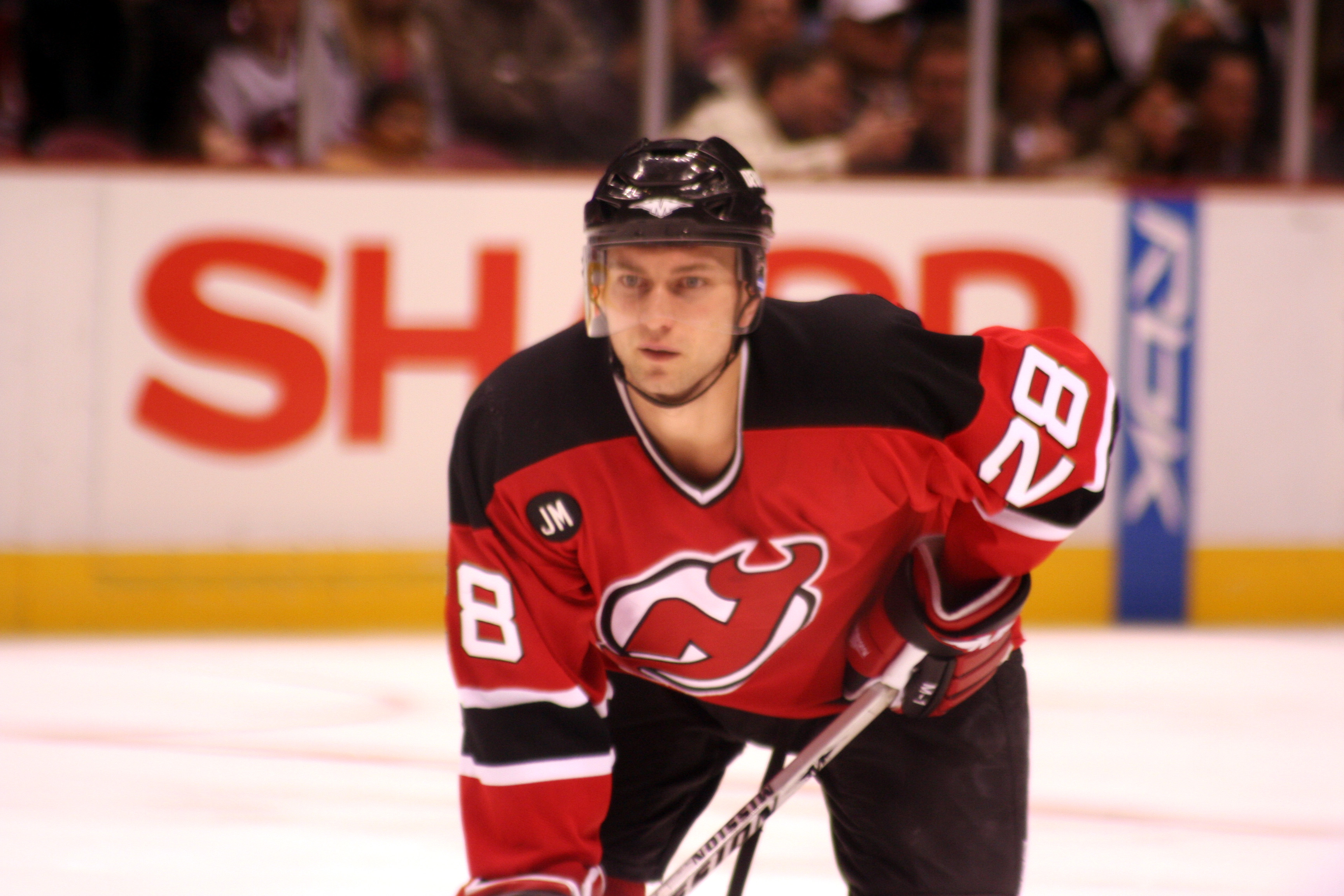
Rafalski avec les Devils du New Jersey.

En 2001-2002, il marque quarante-sept points. Il est sélectionné pour le 52e Match des étoiles de la Ligue nationale de hockey mais doit déclarer forfait en raison d'une blessure. Troisièmes de la Division Atlantique, les Devils sont sortis en quart-de-finale des séries éliminatoires par les Hurricanes de la Caroline quatre victoires à deux. Le défenseur est le troisième pointeur de son équipe avec cinq points derrière Eliáš et Bobby Holik (cinq points mais un but de plus). Durant l'hiver, il participe aux Jeux olympiques de 2002 à Salt Lake City. Les Américains éliminent l'Allemagne 5-0 en quart de finale puis la Russie 3-2. Ils s'inclinent en finale face au Canada 5-2. Rafalski marque un but lors du match pour la médaille d'or portant à trois son total de points durant l'épreuve.
En 2002-2003, Pat Burns est le nouvel entraineur de l'équipe. Le défenseur marque trois buts et ajoute trente-sept aides. La franchise du basée à Newark est devancée par les Sénateurs d'Ottawa au bilan de la Conférence Est. Durant les séries éliminatoires, elle élimine les Bruins de Boston et le Lightning de Tampa Bay en cinq matchs. En finale de conférence, elle s'impose au septième match face aux Sénateurs. Lors de la finale face aux Mighty Ducks d'Anaheim et leur gardien Jean-Sébastien Giguère, les coéquipiers de Jamie Langenbrunner et Rafalski s'imposent quatre victoires à trois. Rafalski, onze points lors de la post-saison, gagne pour la troisième fois le trophée Prince de Galles et sa deuxième coupe Stanley avec les Devils.

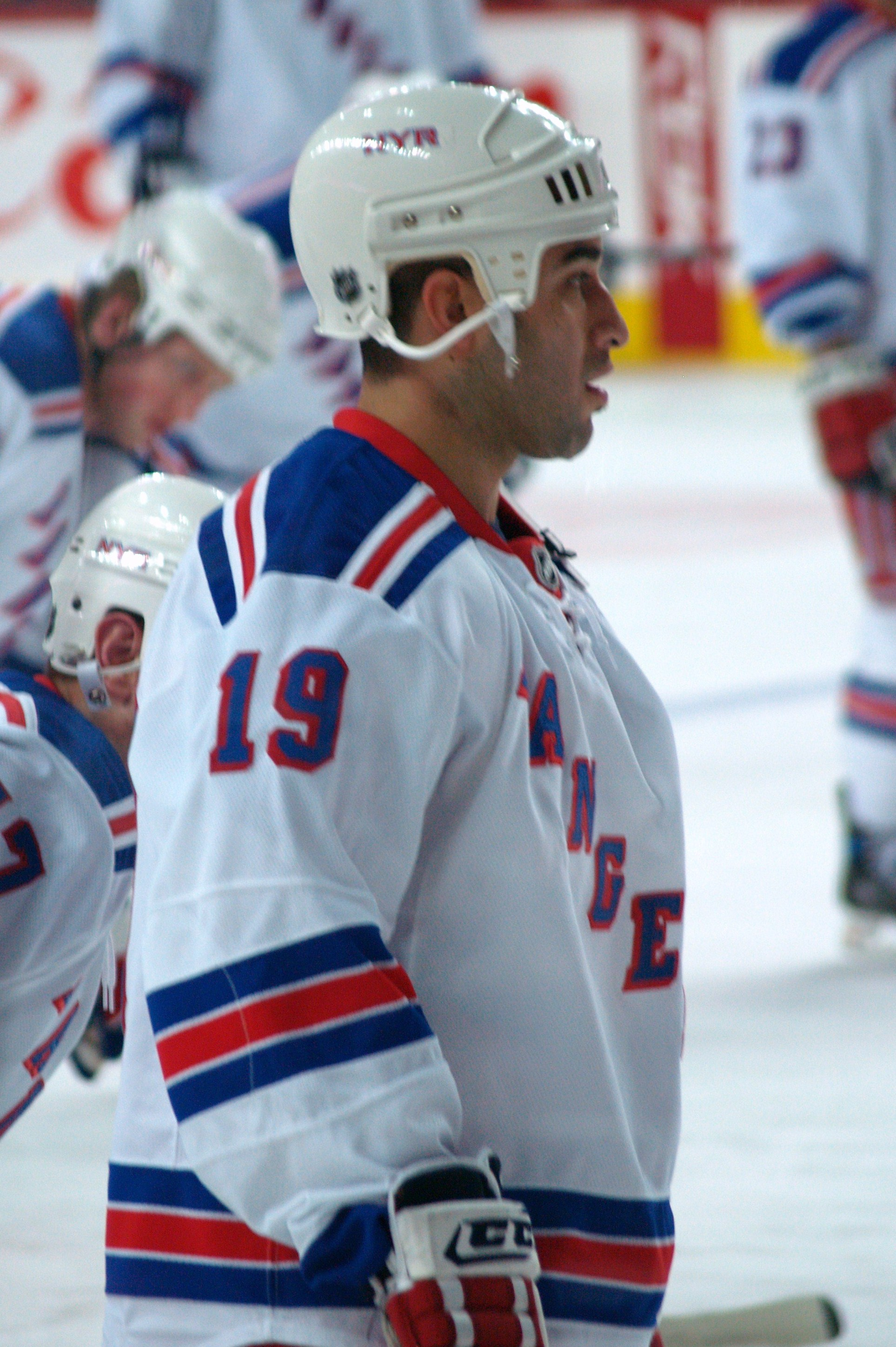
Scott Gomez et Rafalski ont évolué ensemble chez les Devils et en sélection américaine.

Il est membre avec Scott Gomez de la sélection américaine qui dispute la Coupe du monde 2004. Il sert trois passes décisives en quatre parties. Les Américains battent les Russes 5-3 en quart de finale avant de s'incliner en demi-finale face à la Finlande 2-1. Ils terminent quatrièmes de la compétition. Lors de la saison régulière de la LNH, Rafalski et ses trente-trois points est devancé Scott Niedermayer et ses cinquante-quatre points en tant que défenseur le plus prolifique des Devils. Il est convié au 54e Match des étoiles de la ligue avec la Conférence Est pour remplacer son coéquipier Scott Stevens blessé. L'Ouest remporte la partie 12-9 et Rafalski marque deux assistances. Les Devils finissent sixièmes de la Conférence Est. Ils finissent leur saison en quart de finale battus en cinq matchs face aux Flyers de Philadelphie. Rafalski offre une assistance durant cette série.
Rafalski ne joue pas lors de la saison 2004-2005 annulée en raison d'un lock-out.
Avec le départ de Scott Stevens à la retraite et celui de Scott Niedermayer aux Mighty Ducks d'Anaheim, il est alors le patron de la défense des Devils en 2005-2006. Rafalski marque quarante-neuf points. L'entraîneur Larry Robinson est remplacé par Lou Lamoriello durant la saison régulière terminée en tête de la Division Atlantique. Rafalski participe au 55e Match des étoiles avec la Conférence Est. L'Est remporte la confrontation au Xcel Energy Center 6-4. Le défenseur des Devils tourne à un point par match lors des neuf rencontres des séries éliminatoires. Les Devils éliminent les Rangers de New York en quatre matchs avant de céder en cinq matchs contre les Hurricanes de la Caroline lors des demi-finales de conférence. Rafalski marque huit points en séries éliminatoires.
Avec les États-Unis, il participe aux Jeux olympiques de 2006 à Turin en Italie. Ses équipes aux Devils Gomez et Brian Gionta sont également présents. Le défenseur offre une de ses deux assistances du tournoi à Mathieu Schneider lors du dernier match de son équipe. La sélection américaine perd 4-3 au stade des quarts de finale contre la Finlande. Dans la saison régulière de la LNH, il améliore ses statistiques avec cinquante-cinq points. Les Sabres de Buffalo terminent en tête de la Conférence Est devant les Devils. La formation du New Jersey élimine en six matchs le Lightning de Tampa Bay avant de s'incliner quatre succès à un contre les Sénateurs d'Ottawa.

### Les Red Wings de Détroit

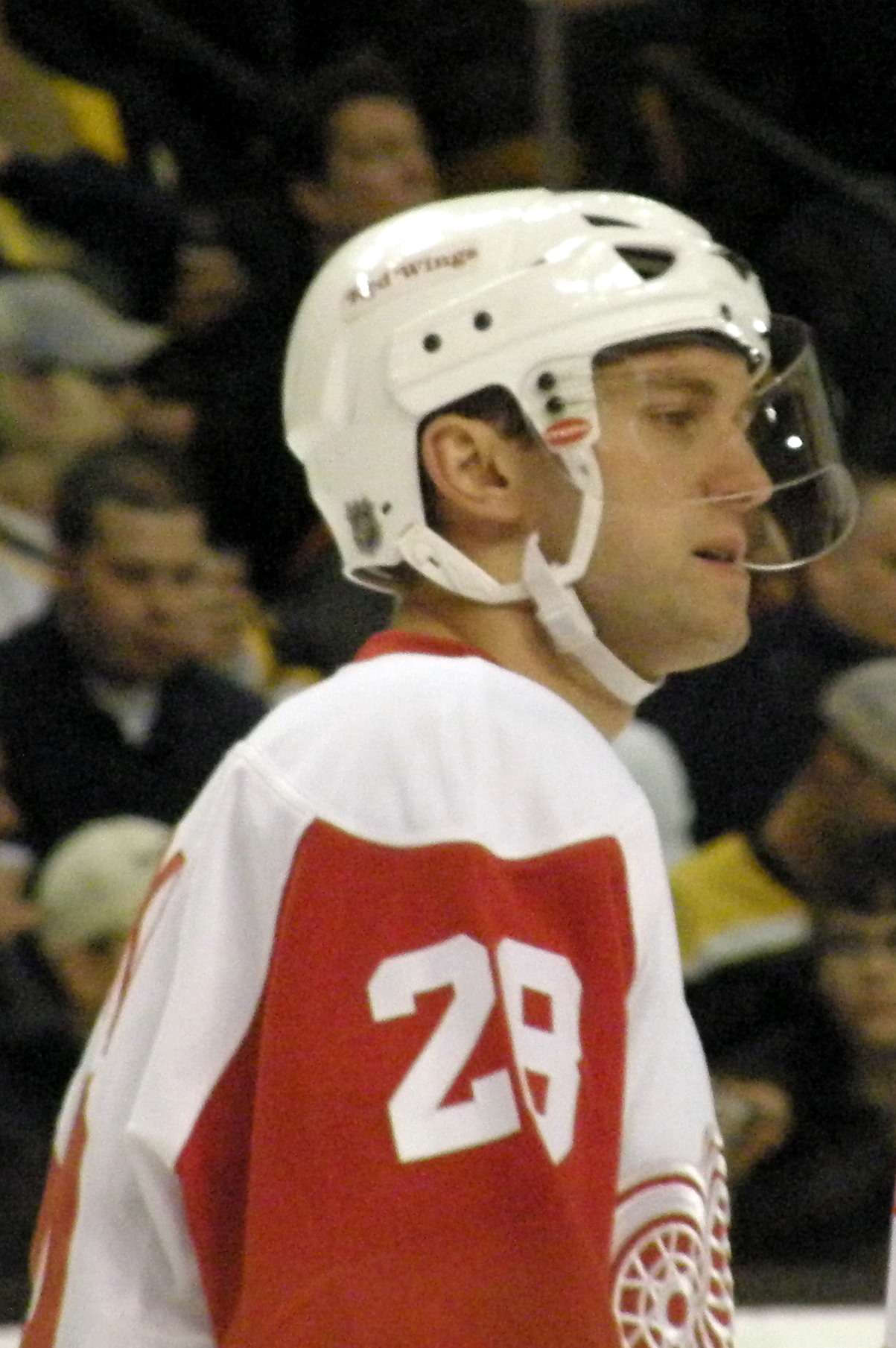
Rafalski sous le maillot des Red Wings lors de la saison 2007-2008.

Agent libre le 1er juillet 2007, il rejoint les Red Wings de Détroit pour remplacer Mathieu Schneider au sein de la défense. Sa ville natale de Dearborn est située dans l'aire métropolitaine de Détroit. Le contrat est évalué à 30 millions de dollars et porte sur cinq saisons. Les Red Wings ont une équipe compétitive menée par ses attaquants Pavel Datsiouk et Henrik Zetterberg. Rafalski marque une nouvelle fois cinquante-cinq points en saison régulière, le quatrième total de l'équipe après Datsiouk, Zetterberg et le défenseur suédois Nicklas Lidström. Avec treize buts, Rafalski réalise le meilleur total de sa carrière dans une saison régulière de la LNH. La franchise de Détroit termine en tête de la saison régulière et reçoit le Trophée des présidents. Lors des séries éliminatoires, les Red Wings éliminent les Predators de Nashville 4 victoires à deux, l'Avalanche du Colorado en quatre matchs et les Stars de Dallas quatre victoires à deux en finale de la Conférence Ouest. Ils décrochent alors le trophée Clarence-S.-Campbell. Les Red Wings remportent la Coupe Stanley en six matchs face aux Penguins de Pittsburgh. Lors du sixième match gagné 3-2, Rafalski marque le premier but de son équipe en supériorité numérique. Il inscrit une troisième coupe Stanley à son palmarès après avoir marqué quatorze points lors de ces matchs éliminatoires. Le directeur sportif Ken Holland déclare « ne pas être certain que son équipe aurait gagné la Coupe sans Rafalski ».
En 2008-2009, les Red Wings sont devancés par les Sharks de San José au bilan de la Conférence Ouest. L'équipe de Mike Babcock participe à la Classique hivernale de la LNH 2009 au Wrigley Field le 1er janvier 2009. Rafalski marque le but de la victoire 6-4. Il s'offre la saison la plus prolifique en points avec un total de cinquante-neuf et en assistances avec quarante-neuf aides. Son équipe remporte la conférence mettant fin à la saison des Blue Jackets de Columbus, des Ducks d'Anaheim et des Blackhawks de Chicago respectivement en quatre matchs, sept et cinq matchs. Et la finale les oppose comme lors de l'année précédente aux Penguins de Pittsburgh. Les Pens prennent leur revanche remportant le septième match 2-1 à la Joe Louis Arena grâce à deux buts de Maxime Talbot. Rafalski marque trois buts et neuf assistances lors des séries éliminatoires au cours desquelles il manque les trois premiers matchs de la demi-finale de conférence face aux Ducks.

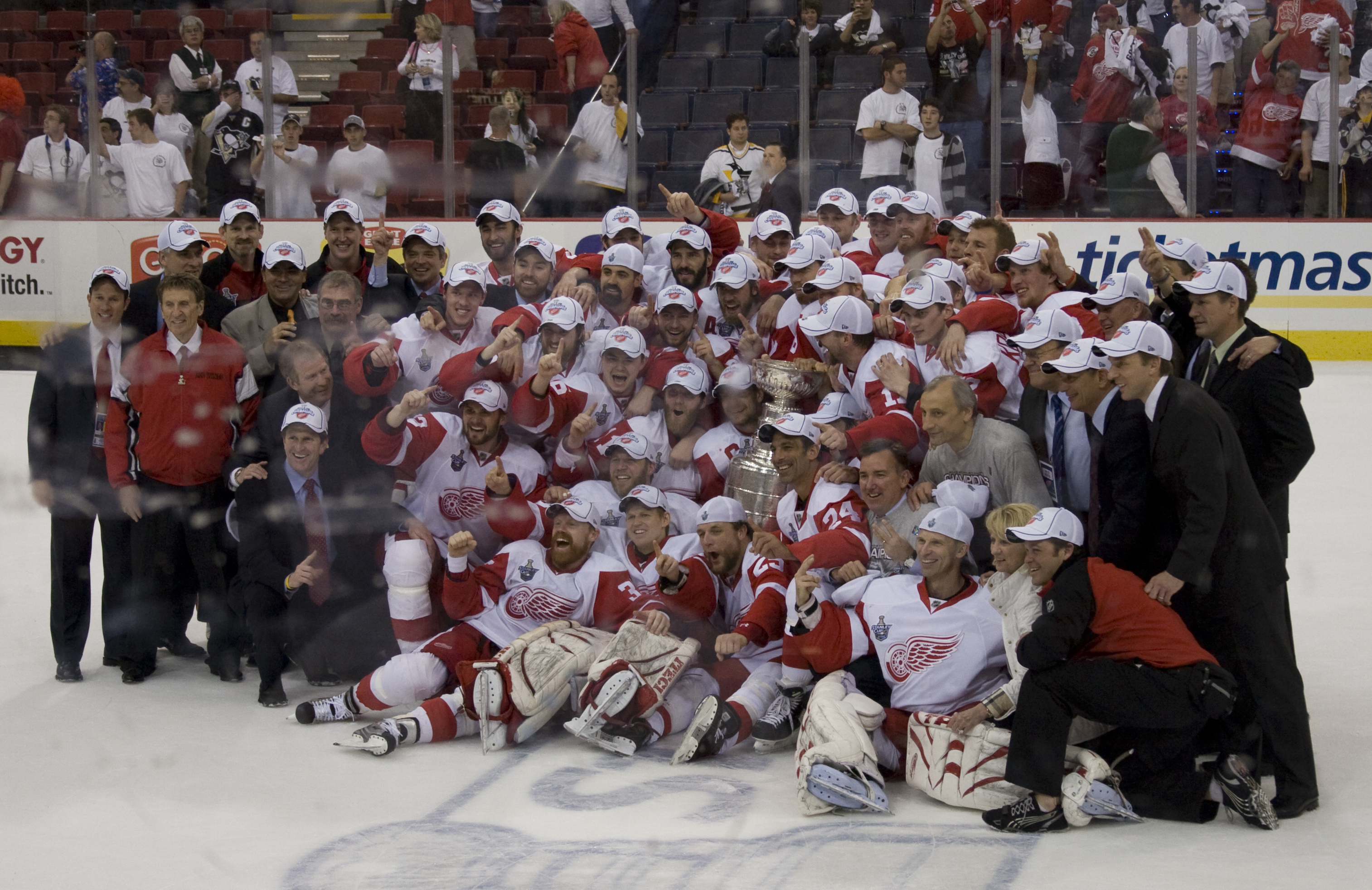
Les Red Wings de Détroit vainqueurs de la Coupe Stanley 2008.

Rafalski dispute ses troisièmes Jeux en 2010. Elle se déroule à Vancouver au Canada. Rafalski est aligné avec Ryan Suter. Il est l'un des assistants-capitaines de Jamie Langenbrunner. Pour sa dernière compétition internationale, il est nommé meilleur défenseur du tournoi et est cité dans l'équipe type du tournoi. Il est le troisième meilleur compteur avec huit points dont quatre buts ex aequo avec son compatriote Zach Parisé. Ils sont devancés par les avants slovaques Pavol Demitra et Marián Hossa respectivement dix et neuf points. Rafalski marque deux doublés lors de la phase de poule du tournoi. Le premier à la Norvège lors d'une victoire 6-1. Le deuxième en plus d'une aide lors d'une victoire 5-3 contre le Canada. Deux buts de Parisé permettent aux siens de battre la Suisse. En demi-finale, Rafalski donne deux assistances à Parisé et Patrick Kane lors d'une victoire 6-1 sur la Finlande. Lors du match pour la médaille d'or, les États-Unis sont menés 2-0 par le Canada sur des buts de Jonathan Toews et Corey Perry. Ils reviennent au score par Ryan Kesler et Zach Parisé. Sidney Crosby donne le titre aux Canadiens durant la prolongation. Une deuxième médaille d'argent pour le défenseur après celle de 2002.
Les Red Wings terminent au cinquième rang de la saison régulière 2009-2010. Rafalski marque quarante-deux points et en ajoute onze lors des séries éliminatoires. Les Red Wings sont sortis en cinq matchs lors du deuxième tour face aux Sharks de San José après avoir bataillé sept matchs face Coyotes de Phoenix en quart de finale de conférence Ouest.
Lors de la saison 2010-2011, les Red Wings terminent en tête de la Division Centrale. Rafalski marque quarante-huit points en soixante-trois matchs. Ils sont éliminés en demi-finale par les Sharks de San José en sept matchs après avoir passé le premier contre les Coyotes de Phoenix en quatre matchs secs.
Le 25 mai 2011, alors qu'il lui reste un an de contrat, Rafalski annonce qu'il met un terme à sa carrière en raison de blessures au dos et au genou.

## Trophées et honneurs

### WCHA
- 1994-1995 : nommé meilleur défenseur.
- 1994-1995 : nommé dans la première équipe d'étoiles.
- 1994-1995 : remporte la WCHA avec les Badgers du Wisconsin.

### NCAA
- 1994-1995 : nommé dans la première équipe d'étoiles de l'Ouest.

### SM-liiga
- 1997 : remporte le Trophée Pekka-Rautakallio du meilleur défenseur.
- 1999 : remporte le Trophée Matti-Keinonen (meilleur différentiel +/-).
- 1999 : remporte le Trophée Pekka-Rautakallio.
- 1999 : remporte le Kultainen kypärä du meilleur joueur de la ligue.

### Ligue nationale de hockey
- 2000 : nommée recrue du mois de février.
- 1999-2000 : nommé dans l'équipe des recrues.
- 1999-2000 : vainqueur de la Coupe Stanley avec les Devils du New Jersey.
- 2000-2001 : termine meilleur pointeur chez les défenseurs durant les séries éliminatoires.
- 2002-2003 : vainqueur de la Coupe Stanley avec les Devils du New Jersey.
- 2003-2004 : participe au 54e Match des étoiles de la ligue avec la Conférence Est en remplacement de Scott Stevens, forfait sur blessure.
- 2006-2007 : participe au 55e Match des étoiles avec la Conférence Est.
- 2007-2008 : vainqueur de la Coupe Stanley avec les Red Wings de Détroit.

### Jeux olympiques
- 2010 : nommé dans l'équipe d'étoiles.
- 2010 : nommé meilleur défenseur.
- 2010 : termine meilleur pointeur chez les défenseurs.

## Statistiques

### Statistiques en club
| Saison     | Équipe                   | Ligue       |     | Saison régulière | Saison régulière | Saison régulière | Saison régulière | Saison régulière | Saison régulière |    | Séries éliminatoires | Séries éliminatoires | Séries éliminatoires | Séries éliminatoires | Séries éliminatoires | Séries éliminatoires |
| Saison     | Équipe                   | Ligue       | PJ  | B                | A                | Pts              | Pun              | +/-              | PJ               | B  | A                    | Pts                  | Pun                  | +/-                  |                      |                      |
| 1990-1991  | Capitols de Madison      | USHL        | 47  | 12               | 11               | 23               | 28               |                  | -                | -  | -                    | -                    | -                    | -                    |                      |                      |
| 1991-1992  | Badgers du Wisconsin     | NCAA        | 38  | 3                | 16               | 19               | 40               |                  | -                | -  | -                    | -                    | -                    | -                    |                      |                      |
| 1992-1993  | Badgers du Wisconsin     | NCAA        | 32  | 0                | 13               | 13               | 10               |                  | -                | -  | -                    | -                    | -                    | -                    |                      |                      |
| 1993-1994  | Badgers du Wisconsin     | NCAA        | 37  | 6                | 17               | 23               | 26               |                  | -                | -  | -                    | -                    | -                    | -                    |                      |                      |
| 1994-1995  | Badgers du Wisconsin     | NCAA        | 43  | 11               | 34               | 45               | 48               |                  | -                | -  | -                    | -                    | -                    | -                    |                      |                      |
| 1995-1996  | Brynäs IF                | Elitserien  | 22  | 1                | 8                | 9                | 14               |                  | -                | -  | -                    | -                    | -                    | -                    |                      |                      |
| 1995-1996  | Brynäs IF                | Allsvenskan | 18  | 3                | 6                | 9                | 12               |                  | 9                | 0  | 1                    | 1                    | 2                    |                      |                      |                      |
| 1996-1997  | HPK Hämeenlinna          | SM-liiga    | 49  | 11               | 24               | 35               | 26               | +24              | 10               | 6  | 5                    | 11                   | 4                    | +6                   |                      |                      |
| 1997-1998  | HIFK                     | SM-liiga    | 40  | 13               | 10               | 23               | 20               | +26              | 9                | 5  | 6                    | 11                   | 0                    | +8                   |                      |                      |
| 1998-1999  | HIFK                     | LEH         | 6   | 4                | 6                | 10               | 10               | +8               | 4                | 1  | 0                    | 1                    | 2                    | 0                    |                      |                      |
| 1998-1999  | HIFK                     | SM-liiga    | 53  | 19               | 34               | 53               | 18               | +38              | 11               | 5  | 9                    | 14                   | 4                    | +7                   |                      |                      |
| 1999-2000  | Devils du New Jersey     | LNH         | 75  | 5                | 27               | 32               | 28               | +21              | 23               | 2  | 6                    | 8                    | 8                    | +5                   |                      |                      |
| 2000-2001  | Devils du New Jersey     | LNH         | 78  | 9                | 43               | 52               | 26               | +36              | 25               | 7  | 11                   | 18                   | 7                    | +10                  |                      |                      |
| 2001-2002  | Devils du New Jersey     | LNH         | 76  | 7                | 40               | 47               | 18               | +15              | 6                | 3  | 2                    | 5                    | 4                    | -2                   |                      |                      |
| 2002-2003  | Devils du New Jersey     | LNH         | 79  | 3                | 37               | 40               | 14               | +18              | 23               | 2  | 9                    | 11                   | 8                    | +7                   |                      |                      |
| 2003-2004  | Devils du New Jersey     | LNH         | 69  | 6                | 30               | 36               | 24               | +6               | 5                | 0  | 1                    | 1                    | 0                    | 0                    |                      |                      |
| 2005-2006  | Devils du New Jersey     | LNH         | 82  | 6                | 43               | 49               | 36               | 0                | 9                | 1  | 8                    | 9                    | 2                    | +3                   |                      |                      |
| 2006-2007  | Devils du New Jersey     | LNH         | 82  | 8                | 47               | 55               | 34               | +4               | 11               | 2  | 6                    | 8                    | 8                    | -1                   |                      |                      |
| 2007-2008  | Red Wings de Détroit     | LNH         | 73  | 13               | 42               | 55               | 34               | +27              | 22               | 4  | 10                   | 14                   | 12                   | +6                   |                      |                      |
| 2008-2009  | Red Wings de Détroit     | LNH         | 78  | 10               | 49               | 59               | 20               | +17              | 18               | 3  | 9                    | 12                   | 11                   | +11                  |                      |                      |
| 2009-2010  | Red Wings de Détroit     | LNH         | 78  | 8                | 34               | 42               | 26               | +23              | 12               | 3  | 8                    | 11                   | 2                    | +4                   |                      |                      |
| 2010-2011  | Red Wings de Détroit     | LNH         | 63  | 4                | 44               | 48               | 22               | +11              | 11               | 2  | 1                    | 3                    | 4                    | -1                   |                      |                      |
| 2013-2014  | Everblades de la Floride | ECHL        | 3   | 0                | 1                | 1                | 0                | +1               | -                | -  | -                    | -                    | -                    | -                    |                      |                      |
| Totaux LNH | Totaux LNH               | Totaux LNH  | 770 | 75               | 392              | 467              | 260              | +178             | 154              | 27 | 70                   | 97                   | 62                   | +42                  |                      |                      |

### En équipe nationale
| Année | Compétition                 |   | PJ | B | A | Pts | Pun | +/-                |  | Résultat |
| 1992  | Championnat du monde junior | 7 | 0  | 1 | 1 | 2   |     | Médaille de bronze |  |          |
| 1993  | Championnat du monde junior | 7 | 0  | 2 | 2 | 2   | -2  | Quatrième place    |  |          |
| 1995  | Championnat du monde        | 5 | 0  | 0 | 0 | 2   | -1  | Sixième place      |  |          |
| 2002  | Jeux olympiques             | 6 | 1  | 2 | 3 | 2   |     | Médaille d'argent  |  |          |
| 2004  | Coupe du monde              | 4 | 0  | 3 | 3 | 6   | +3  | Quatrième place    |  |          |
| 2006  | Jeux olympiques             | 5 | 0  | 2 | 2 | 0   | -3  | Huitième place     |  |          |
| 2010  | Jeux olympiques             | 6 | 4  | 4 | 8 | 2   | +7  | Médaille d'argent  |  |          |

## Vie privée
Rafalski et sa femme Felicity ont trois enfants Danny (né en juin 1997), Evan (né en octobre 2000), et Matthew né en juin 2004. Il est diplômé en économie à l'université du Wisconsin. Il est un mordu de politique et suit régulièrement les émissions de Glenn Beck.